# Francesco Primaticcio

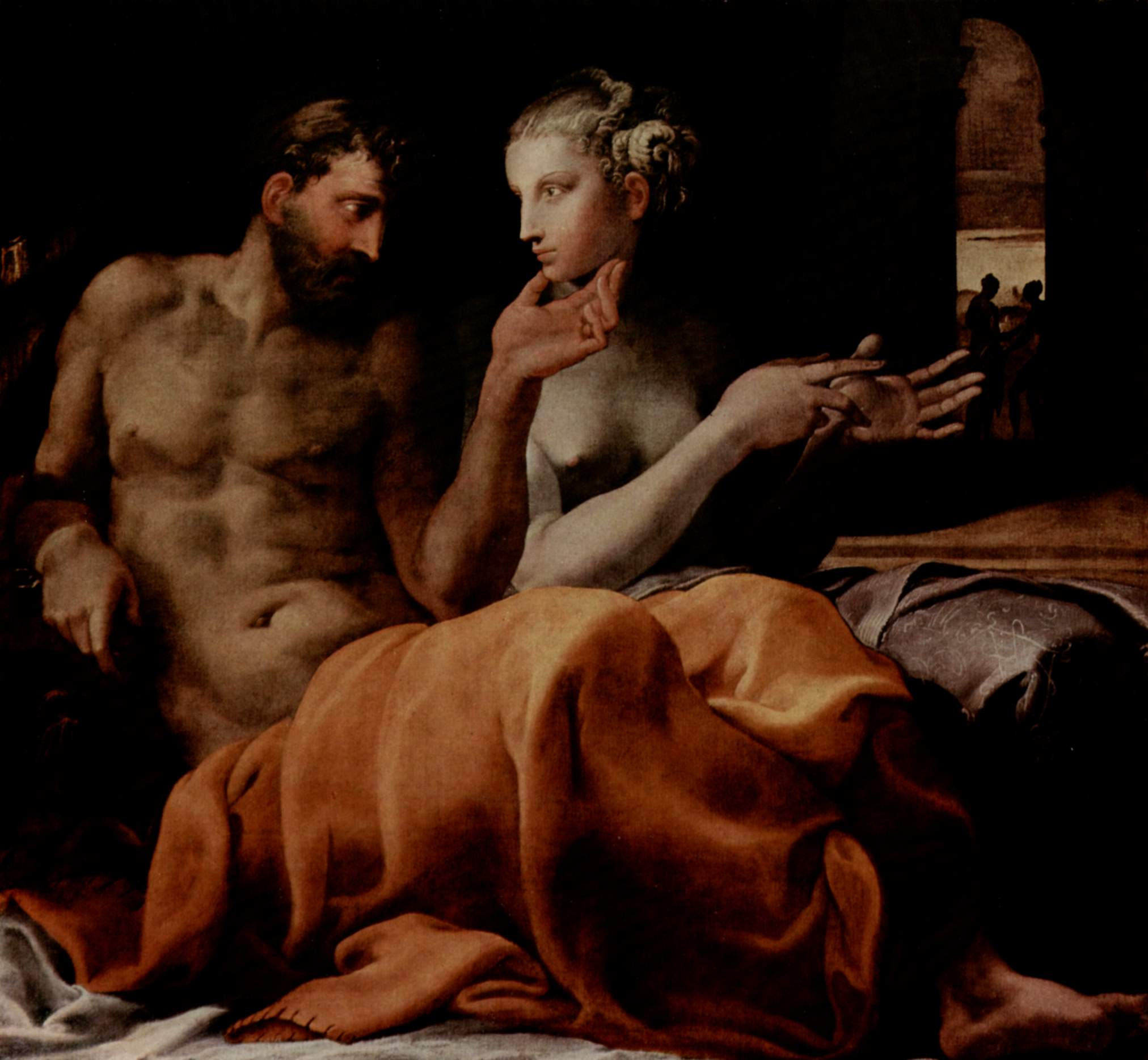
Odyseusz i Penelopa

Francesco Primaticcio, we Francji znany jako Le Primatice (ur. 1504, zm. 1570) – włoski malarz, rzeźbiarz, architekt i dekorator działający głównie we Francji. Reprezentant manieryzmu i tzw. pierwszej szkoły z Fontainebleau.
Był autorem malowideł ściennych poświęconych mitologii i tematom alegorycznym oraz powiązanych z nimi dekoracji stiukowych. Malował obrazy sztalugowe, wykonywał projekty rzeźb, wyrobów rzemiosła, tapiserii. Jego dzieła charakteryzowała manierystyczna wykwintność, wydłużony kanon postaci i brak dążenia do dramatycznej ekspresji.
W latach 1526–1532 współpracował z Giulio Romanem przy dekorowaniu Palazzo de Tè w Mantui. W 1532 król Francji Franciszek I zaprosił go do Paryża. W tym samym roku artysta rozpoczął prace dekoracyjne w Fontainebleau, prowadzone pod kierunkiem Rossa Fiorentina. Po śmierci Rossa w 1540 roku kierownictwo przejął Primaticcio. Wykonał dekorację Galerii Ulissesa, składającą się z 58 malowideł ze scenami z Odysei (1541-157), dekorację w Komnacie Księżnej d'Etampes (1541), Gabinecie króla (1545), Sali Balowej (1551-1556).
Dla Saint-Denis wykonał projekt niezachowanego mauzoleum Walezjuszów oraz nagrobka Henryka II Walezjusza i jego żony.